# 大桥镇 (盐城市)
大桥镇，是中华人民共和国江苏省盐城市大丰区下辖的一个乡镇级行政单位。

## 行政区划
大桥镇下辖以下地区：
大桥村、双丰村、联丰村、中港村、中业村、方向村、中合村、潘南村、潘丿村、江岸村、东塔村、洋南村和川南村。